# Заснування республіки
Заснування республіки (спрощ.: 建国大业; кит. трад.: 建國大業; піньїнь: Jiàngúo dàyè) — китайський історичний фільм з Квінгом Сю у головній ролі. Фільм вийшов на екрани в 2009 році.

## Сюжет
Епічна історична драма, присвячена шістдесятирічному ювілею заснування Китайської Народної Республіки. Фільм присвячений подіям між 1945 і 1949 роках, коли комуністи, під керівництвом Мао Цзедуна боролися з націоналістами Чана Кайші, після невдалої спроби створити уряд.